# Нанни ди Баччо Биджо
На́нни ди Ба́ччо Би́джо (итал.  Nanni di Baccio Bigio , ?, Флоренция — 1568, Рим) — итальянский скульптор и архитектор, настоящее имя Джованни (Нанни) Липпи.
Вначале работал скульптором под началом Раффаэлло да Монтелупо, ученика Микеланджело. Прибыв в Рим, сделал копию «Пьеты» Микеланджело.
В 1551 году Нанни взял на себя реконструкцию античного моста Эмилия (Ponte Emilio), но мост был разрушен во время наводнения 1557 года. Его остатки теперь называют «Сломанный мост» (Ponte Rotto). Нанни работал в основном в Риме, перестраивал Палаццо Сальвиати алла Лунгара в стиле Джулиано да Сангалло, руководил реконструкцией замка Сант-Анджело и участвовал в реконструкции Порта-дель-Пополо. Составил первый проект (нереализованный) церкви Иль-Джезу (1554).
Кроме того, он завершил Палаццо Саккетти в Виа Джулия и внес вклад в укрепления Фано и Чивитавеккья. В Монте-Сан-Савино он участвовал в строительстве Палаццо ди Монте и Лоджи деи Мерканти по эскизам Андреа Сансовино, а также построил Porta Fiorentina по эскизам Джорджо Вазари и украшал фресками, представляющими так называемую «Мадонну возвышенную среди святых» (Madonna delle Vertighe tra Santi). Нанни Липпи строил Палаццо Ланте для Медичи в Риме.
Сын архитектора — Аннибале Липпи — также работал для семьи Медичи в Риме, он один из авторов Виллы Медичи на холме Пинчо.